# Отрєп'єв Олександр Сергійович
Олекса́ндр Сергі́йович Отрє́п'єв (28 липня 1992 року, с. Приют, Єланецький район, Миколаївська область — 21 січня 2021 року, с. Гнутове, Маріупольський район, Донецька область) — старший матрос, навідник 1-го відділення 2-го взводу 2-ї роти батальйону морської піхоти 36-ї окремої бригади морської піхоти імені контр-адмірала Михайла Білинського Збройних сил України, учасник російсько-української війни.

## Із життєпису
Мешкав у с. Приют Єланецької селищної територіальної громади Вознесенського району Миколаївської області.
Після навчання у Єланецькій середній загальноосвітній школі вступив до Новобузького педагогічного коледжу Миколаївського державного університету на спеціальність інженер-технолог.
Військовий шлях почав у травні 2013 року, коли був призваний на строкову службу до 2-ї окремої Галицької бригади Національної гвардії України, у якій через три місяці підписав контракт та прослужив у ній — до весни 2017 року. Згодом переведений до Кропивницького, де проходив службу у 21-й окремій бригаді охорони громадського порядку Національної гвардії України та навесні 2018 року звільнений у запас у зв'язку з закінченням терміну дії контракту.
Того ж 2018 року виїхав на заробітки до Польщі, де чотири місяці працював монтером металевих конструкцій. Повернувшись додому, знову вирушив до війська та, в травні 2019 року, підписав контракт з морською піхотою. Перша ротація до зони ООС тривала близько 10 місяців, після чого повернувся додому й мав плани їхати до Кропивницького, але знову вирушив до сектору.
Учасник Антитерористичної операції на сході України та Операції об'єднаних сил на території Луганської та Донецької областей з 2019 року.
Загинув 21 січня 2021 року, о 18:05, внаслідок наскрізного вогнепального поранення шиї, під час снайперського обстрілу українських позицій біля с. Гнутове (за іншими даними — поблизу с. Водяне).
Похований 23 січня 2021 року в с. Приют Єланецької територіальної громади. В захисника залишились мати та молодший брат. В зв'язку із загибеллю військового Миколаївська обласна рада приспустила державний прапор.

## Нагороди та вшанування
- Указом Президента України № 149/2021 від 7 квітня 2021 року, «за особисту мужність і самовіддані дії, виявлені у захисті державного суверенітету та територіальної цілісності України», нагороджений орденом «За мужність» III ступеня (посмертно)[6].
- 28 вересня 2021 року на фасаді Новобузького коледжу Миколаївського національного аграрного університету, де навчався Олександр, відкрито меморіальну дошку[7].
- Вшановується в меморіальному комплексі «Зала пам'яті», в щоденному ранковому церемоніалі 21 січня[8][9].